# چکاوک صحرای آفریقا

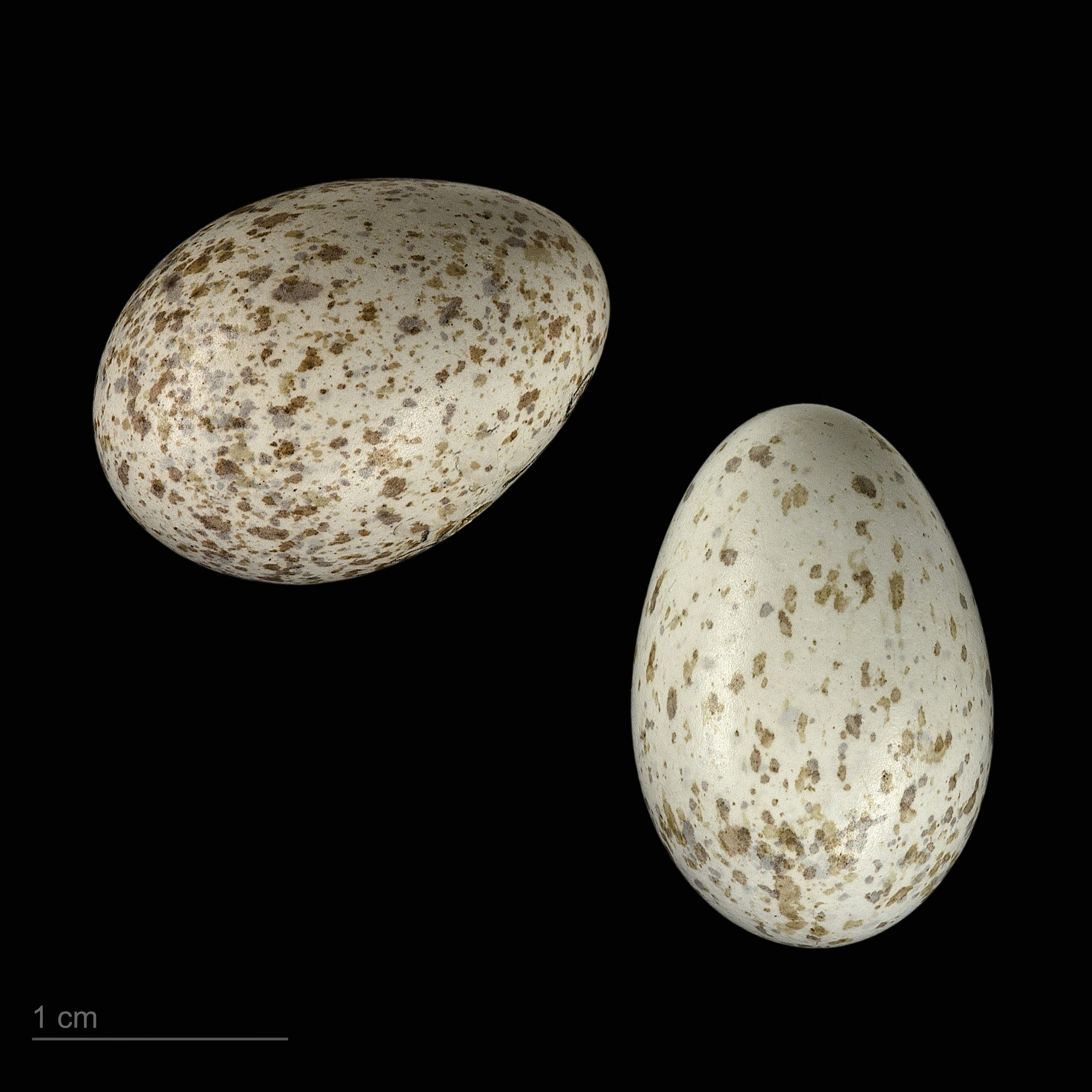
Eremalauda dunni

چکاوک صحرای آفریقا (نام علمی: Eremalauda dunni) نام یک گونه از تیره چکاوک است.